# NGC 4058
NGC 4058 este o galaxie lenticulară situată în constelația Fecioara. A fost descoperită în 24 martie 1868 de către George Mary Searle⁠(d). Se află la o distanță de 85,01 de megaparseci de Pământ.